# 中津川博郷
中津川 博郷（なかつがわ ひろさと、1949年4月12日 - ）は、日本の政治家。衆議院議員（3期）、衆議院北朝鮮による拉致問題等に関する特別委員会委員長、江戸川区議会議員、中津義塾（学習塾）理事長などを歴任した。

## 来歴
神奈川県川崎市出身。神奈川県立多摩高等学校を経て、早稲田大学第一文学部卒業。
大学在学中、江戸川区鹿骨4丁目に「鹿骨進学ゼミ」を開き、後に、「中津義塾」と改め、理事長に就任。「中津義塾」は、区内を中心に都内、千葉県、埼玉県、海外にも進出した。
江戸川区議会議員を経て、新進党結党に参加。1996年10月の第41回衆議院議員総選挙では地盤である東京16区からの出馬を希望したが、党本部の意向により県境を挟んで隣接する千葉5区から出馬するも落選。
新進党分党後、民主党に入党。2000年6月の第42回衆議院議員総選挙では東京16区より出馬し比例復活により初当選した。
2003年、比例復活により再選。
2005年9月の第44回衆議院議員総選挙では落選。
2009年7月の第45回衆議院議員総選挙では比例東京ブロック単独で出馬し当選、国政に復帰した。党内では一新会（小沢グループ）に所属していたが、2011年に素交会（鹿野グループ）の立ち上げに参加した。
2012年の消費増税をめぐる政局では、6月26日の衆議院本会議で行われた消費増税法案の採決で、党の賛成方針に反して反対票を投じた。民主党は7月3日の常任幹事会で党員資格停止2カ月の処分とする方針を決定し、7月9日の常任幹事会で正式決定した。
その後の2012年7月18日、野田内閣の増税方針や東京都による尖閣諸島購入計画を批判した丹羽宇一郎中国大使を更迭しない方針を批判し、離党届を提出。民主党は離党届を受理せず、31日付で除籍処分とした。中津川は衆院会派「改革無所属の会」へ入会した。2012年11月、日本維新の会に入党。第46回衆議院議員総選挙では日本維新の会公認で東京16区に出馬したが落選。
2013年、日本維新の会公認で第23回参議院議員通常選挙における比例区での出馬が決まるも、後に出馬見送りとなった。
2014年11月の第47回衆議院議員総選挙に際して、自身は出馬せずに次期参院選での立候補をめざし、次世代の党の候補者を支援することを表明。中津川が地盤としていた東京16区には石井義哲が公認されたが、落選した。
2016年5月31日、おおさか維新の会衆院東京16区支部長就任が発表された。
2017年10月の第48回衆議院議員総選挙では、日本維新の会が希望の党と候補者の棲み分けで合意し、東京都の小選挙区の立候補予定者に比例単独に回るよう要請したが、中津川はこれに応じず東京16区から無所属で出馬する意向を表明した。しかし、最終的には維新の会比例東京ブロック単独候補の要請をやむを得ず受け入れた。投開票の結果、日本維新の会は議席を取れず、落選。2019年9月より東京維新の会顧問就任。
2020年12月3月、長男の中津川将照江戸川区議会議員がひき逃げ容疑で書類送検され、12月9日付で区議を辞職した。これを受けて同月、日本維新の会東京16区支部長を辞退した。2021年9月7日、将照は不起訴処分となった（理由は不開示）。同月28日、博郷が維新の東京16区支部長に復帰した。同年10月31日の第49回衆議院議員総選挙では、東京16区の立候補者中3位に終わり比例復活にも及ばなかった。
2024年10月27日の第50回衆議院議員総選挙でも維新から立候補したが、東京16区の立候補者中3位に終わり比例復活にも及ばなかった。
2025年時点では党を離れ、無所属で活動している。

## 主張・活動
- “日本の領土、生命、財産を守る”という信念のもとに憲法改正を一貫して主張している。共同親権、犬猫殺処分禁止法制定、対スパイ法制定、放送法改正を政策とする。2012年5月3日（憲法記念日）に「新しい憲法をつくる国民大会」で講演した[34]。
- 2012年11月8日、会期中の第181回国会で「台湾との国交締結に関する質問主意書」を提出し、日本は台湾と国交を結ぶべきであると主張した上で日本国政府に対して台湾と正式な外交関係を持つつもりがあるか否かなどを問うた[35]。
- 2013年9月、元防衛庁長官の愛知和男を会長に、中津川、鈴木正孝、武山百合子、木下厚、井脇ノブ子、川条志嘉、喜納昌吉の国会議員経験者8名で「新政策懇話会」を設立し、憲法改正に関する勉強会を行った[36]。

## 主な所属していた団体・議員連盟
- 国家主権と国益を守るために行動する議員連盟
- みんなで靖国神社に参拝する国会議員の会
- 人権擁護法案から人権を守る会
- 道州制懇話会
- 日本・台湾交流促進議員の会

## 選挙
| 当落 | 選挙                   | 執行日         | 年齢 | 選挙区           | 政党         | 得票数    | 得票率 | 定数 | 得票順位 /候補者数 | 政党内比例順位 /政党当選者数 |
| ---- | ---------------------- | -------------- | ---- | ---------------- | ------------ | --------- | ------ | ---- | ------------------ | ---------------------------- |
| 落   | 第41回衆議院議員総選挙 | 1996年10月20日 | 47   | 千葉県第5区      | 新進党       | 4万3682票 | 21.01% | 1    | 3/6                | /7                           |
| 比当 | 第42回衆議院議員総選挙 | 2000年06月25日 | 51   | 東京都第16区     | 民主党       | 5万3897票 | 23.74% | 1    | 3/4                | 6/6                          |
| 比当 | 第43回衆議院議員総選挙 | 2003年11月09日 | 54   | 東京都第16区     | 民主党       | 7万189票  | 31.00% | 1    | 2/4                | 6/8                          |
| 落   | 第44回衆議院議員総選挙 | 2005年09月11日 | 56   | 東京都第16区     | 民主党       | 8万4564票 | 33.12% | 1    | 2/3                | 13/6                         |
| 当   | 第45回衆議院議員総選挙 | 2009年08月30日 | 60   | 比例東京ブロック | 民主党       | ーー票    | ーー   | 17   | /                  | 7/8                          |
| 落   | 第46回衆議院議員総選挙 | 2012年12月16日 | 63   | 東京都第16区     | 日本維新の会 | 4万6537票 | 18.59% | 1    | 2/6                | 9/3                          |
| 落   | 第48回衆議院議員総選挙 | 2017年10月22日 | 68   | 比例東京ブロック | 日本維新の会 | ーー票    | ーー   | 17   | /                  | 3/0                          |
| 落   | 第50回衆議院議員総選挙 | 2024年10月27日 | 75   | 東京都16区       | 日本維新の会 | 2万8538票 | 14.86% | 1    | 3/5                | 12/2                         |